# الكبار
الكبارهي لعبة فيديو البيسبول على غرار الممرات لأجهزة إكس بوكس 360 وبلاي ستيشن 3 وبلاي ستيشن 2 ووي وبلاي ستيشن بورتبل. تم إصداره في يونيو 2007 في أمريكا الشمالية، وفي أكتوبر في أوروبا. تم إصدار الجزء الثاني الكبار2 في 7 يوليو 2009.

## اللعب
وتتميز «المرئيات الفاحشة وميكانيكا اللعب البديهية»، مع التركيز على التصميم الأسلوبي بدلاً من التصميم الواقعي، كما أعطت لعبة البيسبول إحساسًا أكثر بـ «الشارع». تتميز اللعبة بإمكانية اللعب عبر الإنترنت لما يصل إلى أربعة لاعبين في معظم وحدات تحكم الجيل السابع، على الرغم من أن اللعب عبر الإنترنت غير متوافق مع Wii.

## استقبال
كانت مراجعات اللعبة إيجابية، حيث امتدح النقاد أسلوب اللعب "Rookie Challenge"، وعناصر التحكم البسيطة. إلا أن الكثيرين اعتبروا أن «تحدي الصاعد» لم يكن طويلًا بما فيه الكفاية وأن الأداء الأساسي إلى جانب الضوابط الدفاعية كان ضعيفًا.

## روابط خارجية
- موقع رسمي